# Metura elongatus
Metura elongatus là một loài bướm đêm thuộc họ Psychidae. Nó được tìm thấy ở nửa phía đông Úc, bao gồm Tasmania.

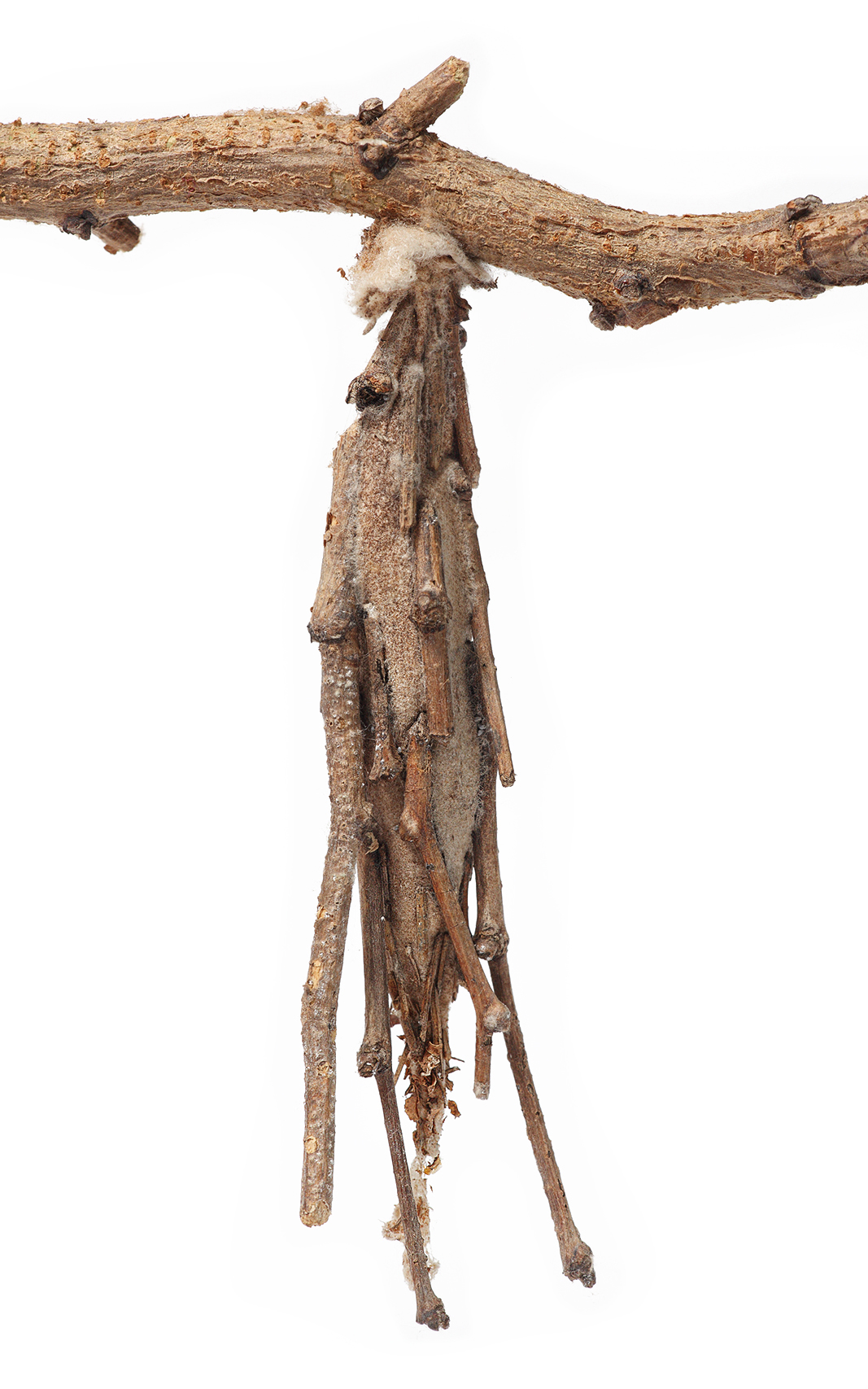
Kén

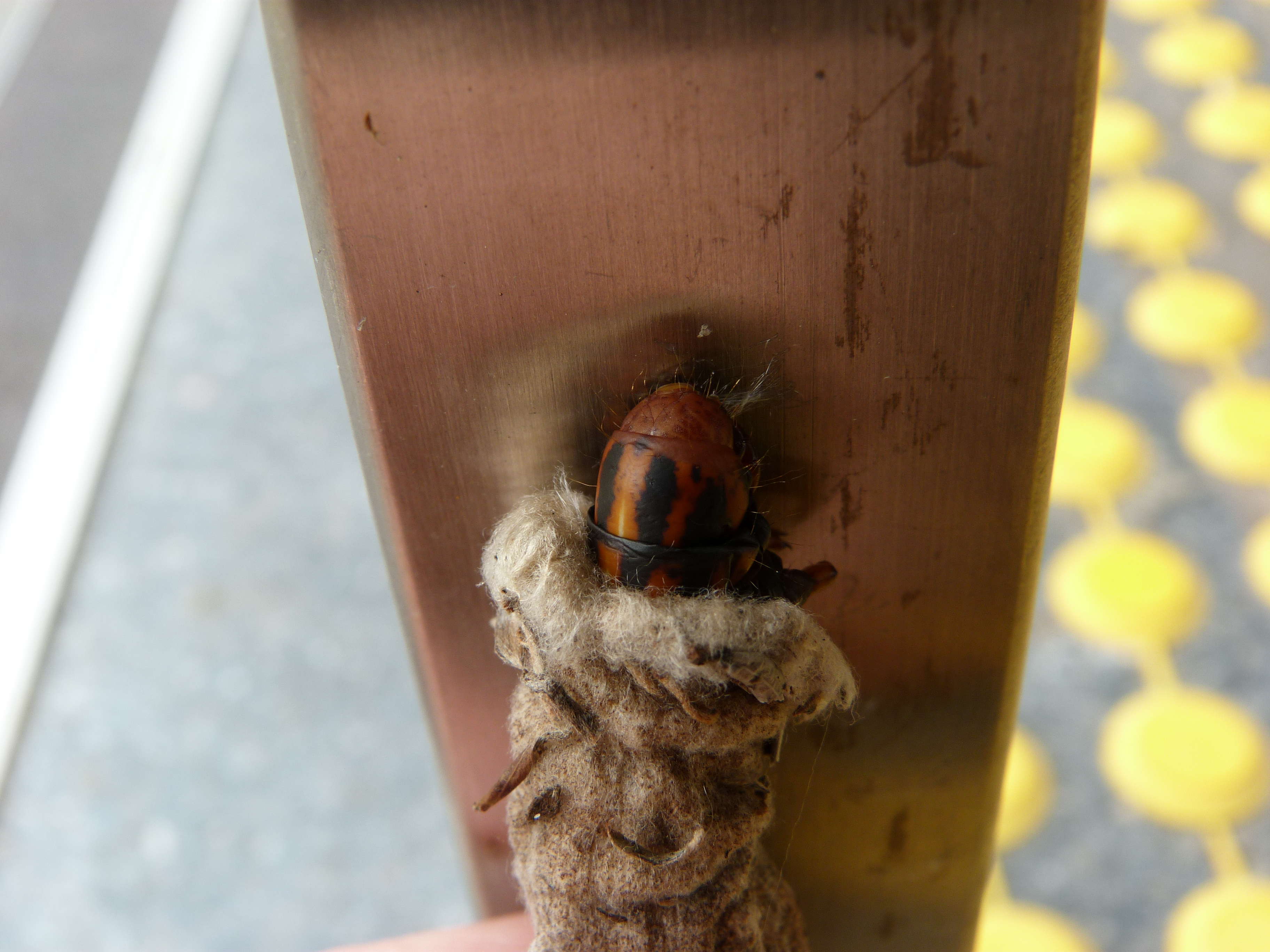
Ấu trùng trong kén

Sải cánh dài khoảng 30 mm đối với con đực. Con đực trưởng thành có cánh đen, lông vàng cam. Con cái không có cánh.
Ấu trùng ăn nhiều loài cây khác nhau, bao gồm Conyza bonariensis, Cupressus, Epacris, Dianella brevipedunculata, Acacia dealbata, Eucalyptus, Pinus và Cotoneaster. Chúng tạo một kén tơ có bao phủ ít lá.

## Hình ảnh

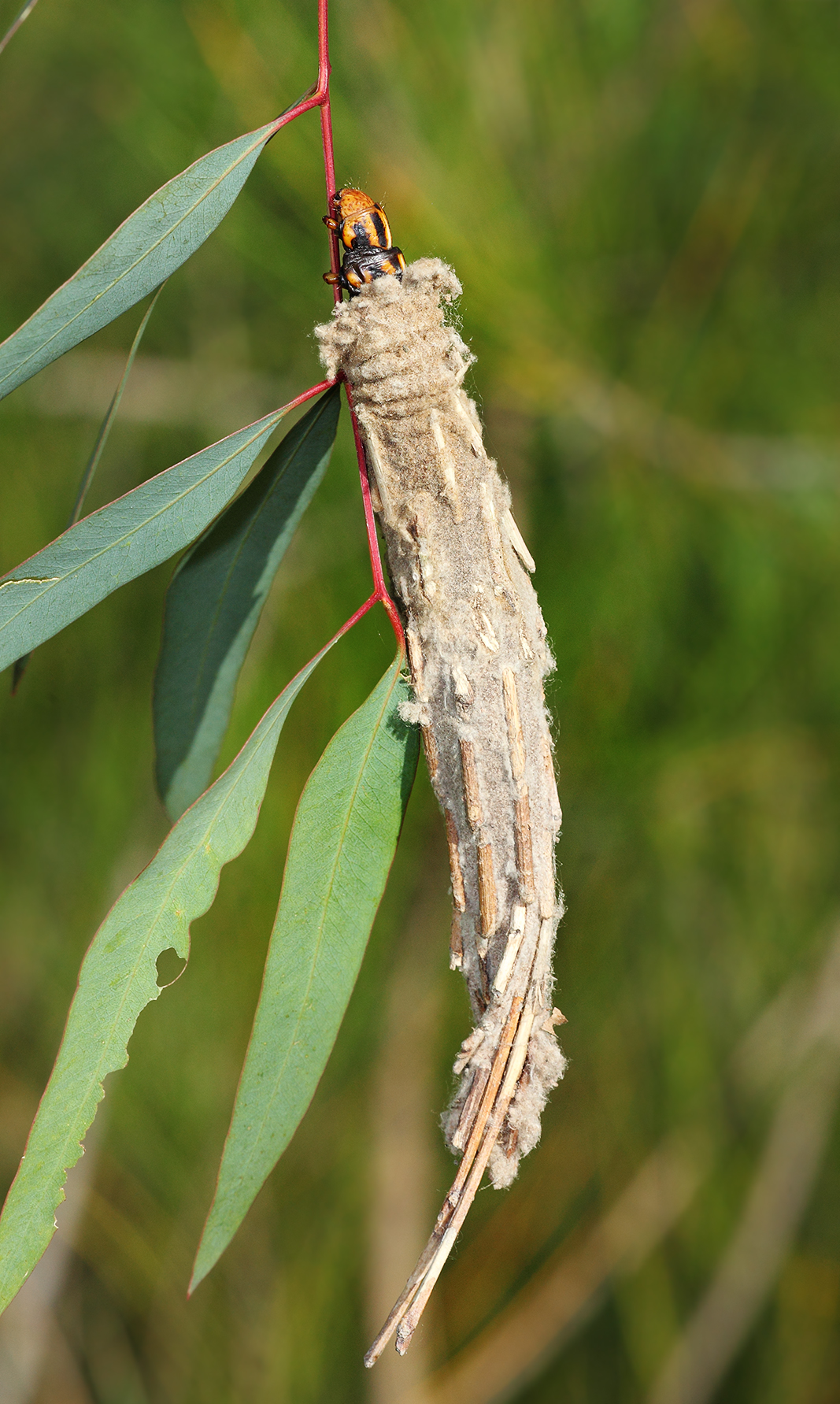
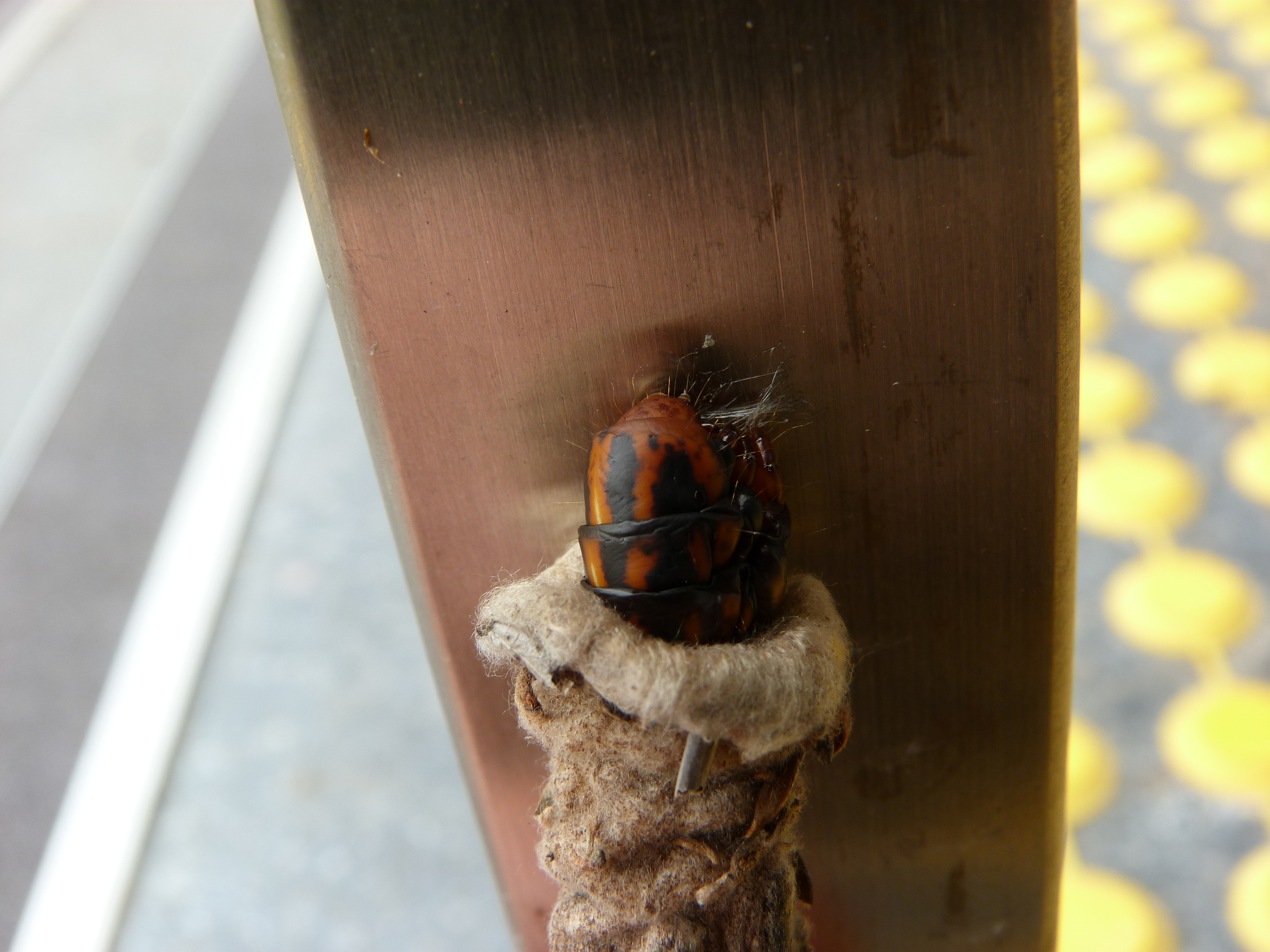
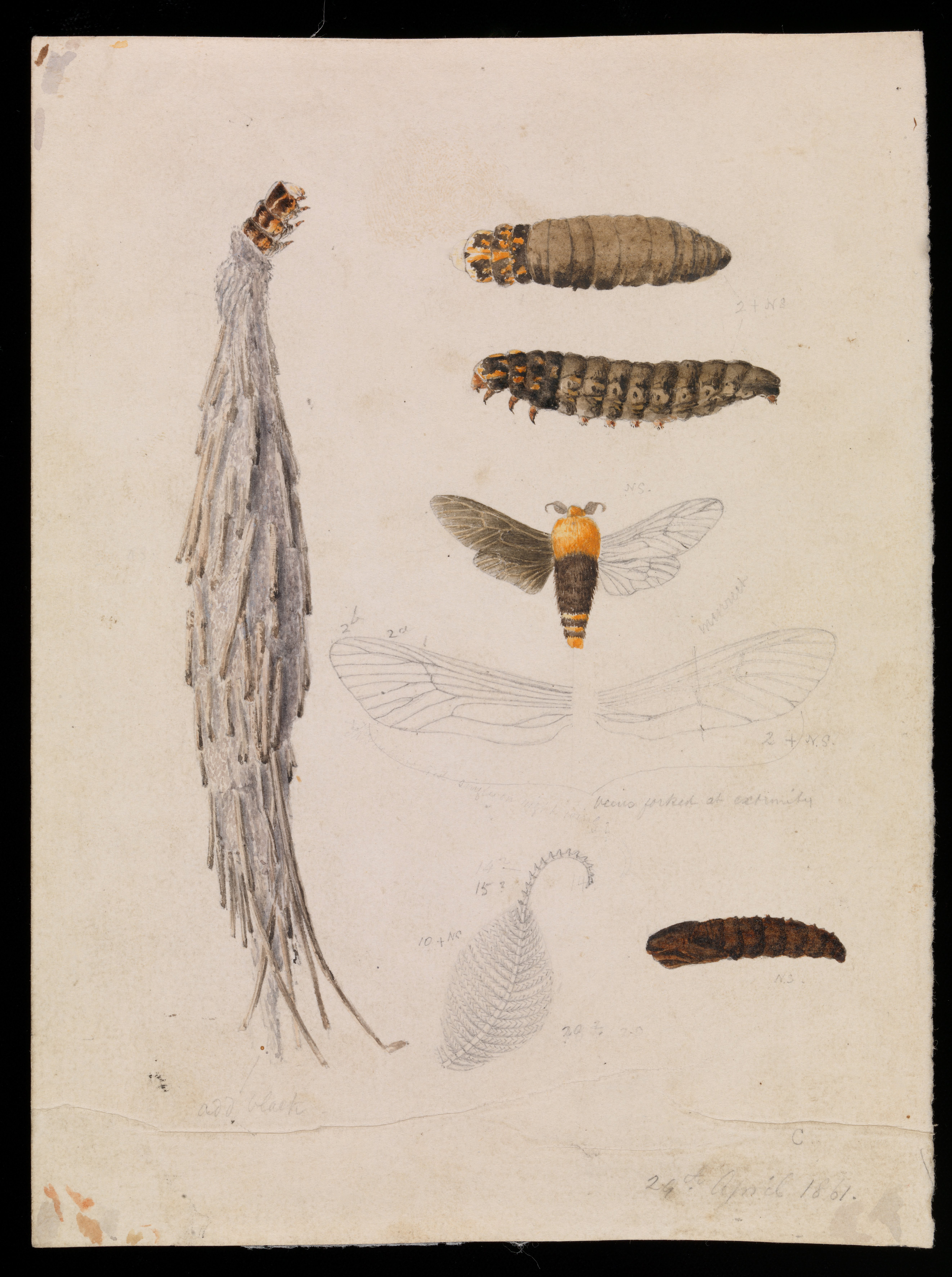
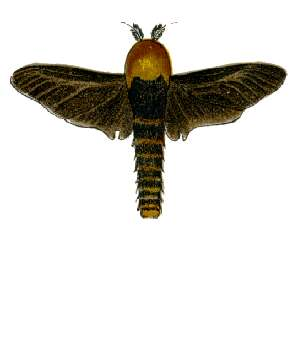